# Ariella Kaeslin
Ariella Kaeslin (Lucerna, 11 de outubro de 1987) é uma ex-ginasta suíça que competiu em provas de ginástica artística.
Kaeslin é a mais condecorada ginasta suíça feminina da história. Foi a única representante de seu país nos Jogos Olímpicos de Pequim, em 2008 e conquistou duas finais individuais. Em competições continentais, encerrou sua carreira com três medalhas, sendo uma de ouro, conquistada na edição de Milão, em 2009.

## Carreira
Kaeslin iniciou no desporto aos quatro anos de idade, treinando no clube BTV Luzern, sob cuidados do técnico Zoltan Jordanov. Em 2001, aos quatorze anos, passou a integrar a equipe nacional. Sua estreia em competições de grande porte, deu-se em 2003, na etapa de Paris da Copa do Mundo, na qual não conquistou medalhas. No ano seguinte, disputou o Europeu de Amsterdã. Nele, foi 13ª ranqueada na disputa do individual geral, somando 35,049 pontos, em prova vencida pela ucraniana Alina Kozich.
Em 2005, competiu no Campeonato Europeu de Debrecen,- que só contou com as provas individuais. Nele, somou 9,156 pontos na final do salto e encerrou na quarta colocação. No compromisso seguinte, no Mundial de Melbounre, foi finalista na final do concurso geral (22º). No ano seguinte, competiu no Europeu de Vólos, na Grécia, no qual foi sexta colocada na prova de salto, somando 14,000 pontos. Em outubro, participou do Mundial de Aarhus, melhorando a classificação geral em relação à edição anterior, sendo 18ª colocada; a campeã do evento foi a italiana Vanessa Ferrari. Em 2007, disputou o Mundial de Stuttgart, que serviria de classificação para as Olimpíadas de 2008. Nele, encerrou a competição geral, na 22ª classificação, somando 55,375 pontos; a americana Shawn Johnson, foi a campeã da prova, com mais de um ponto de vantagem da segunda colocada.
Abrindo o calendário competitivo de 2008, Ariella disputou a etapa de Cottbus, da Copa do Mundo, no qual saiu medalhista de bronze no salto, superada pela brasileira Jade Barbosa e pela alemã Oksana Chusovitina, prata e ouro, respectivamente. No compromisso seguinte, deu-se o Europeu de Clermont-Ferrand, na França. Nele, fora décima no evento geral, e quarta no salto, a alemã Chusovitina, conquistou a medalha de ouro. Em agosto, em sua primeira aparição olímpica, nos Jogos Olímpicos de Pequim, Kaeslin competiu nos quatro aparelhos, classificando-se para a final do individual geral, na qual encerrou na 18ª colocação. Por aparatos, disputou o salto, somando 15,050 pontos, terminou com a quinta colocãção, em prova vencida pela norte-coreana Hong Un Jong. Na etapa de Szombathely, da Copa do Mundo, fora medalhista de ouro no salto, e prata nos exercicios sobre a trave. Como último evento do ano, deu-se a Final da Copa do Mundo de Madrid, no qual encerrou com a medalha de prata, atrás da chinesa Cheng Fei, medalhista de ouro.
Em 2009, disputou a etapa de Cottbus, da Copa do Mundo, sendo novamente campeã da prova de salto. Em abril, no Europeu de Milão, fora campeã em sua especialidade: o salto. No geral, conquistou o bronze, superada pelas russas Ksenia Afanasyeva e Ksenia Semenova, prata e ouro, respectivamente. Em outubro, participou do Mundial de Londres. Nele, obteve classificação para duas finais: geral e salto. Na primeira, foi oitava colocada no geral, somando 55,925 pontos. No salto, encerrou medalhista de prata, superada pela estreante, a americana Kayla Williams. Na etapa de Stuttgart da Copa do Mundo, foi medalhista de prata no salto. Em julho de 2011, Ariella realizou uma conferência em Lucerna, para anunciar sua aposentadoria do esporte, alegando não poder mais competir a nível internacional.

## Principais resultados

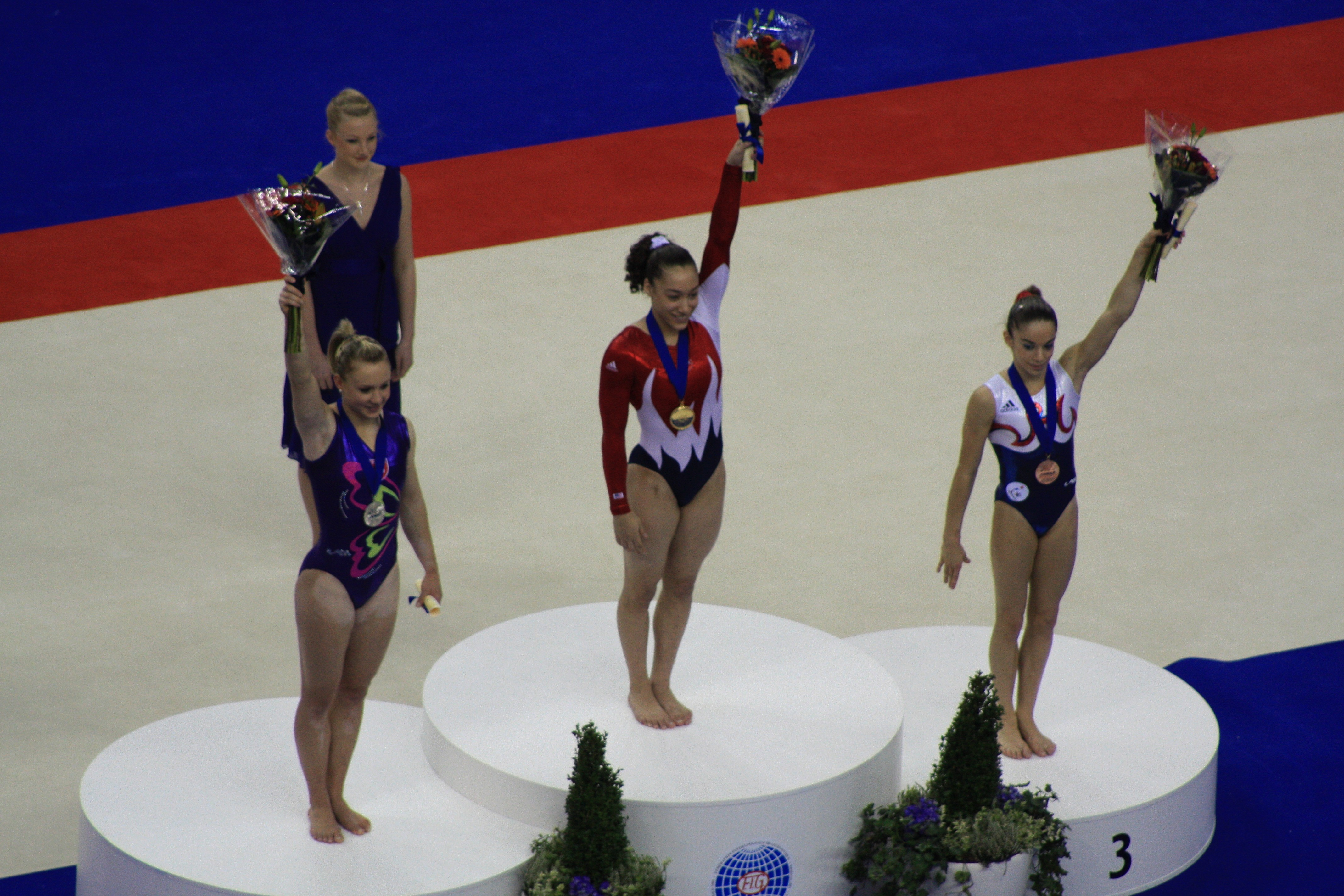
Ariella, na segunda colocação do pódio do salto, no Mundial de Londres, em 2009

| Ano  | Evento                                    | AA                | Equipe | Salto sobre o cavalo | Trave            | Barras assimétricas | Solo |
| ---- | ----------------------------------------- | ----------------- | ------ | -------------------- | ---------------- | ------------------- | ---- |
| 2003 | Copa do Mundo – Paris                     |                   |        | 10º                  | 10º              | 10º                 |      |
| 2004 | Campeonato Europeu                        | 13º               | 11º    |                      |                  |                     |      |
| 2005 | Campeonato Europeu                        |                   |        | 4º                   |                  |                     |      |
| 2005 | Campeonato Mundial de Ginástica Artística | 22º               |        |                      |                  |                     |      |
| 2006 | Campeonato Europeu                        |                   |        | 6º                   |                  |                     |      |
| 2006 | Campeonato Mundial de Ginástica Artística | 18º               |        |                      |                  |                     |      |
| 2007 | Campeonato Mundial de Ginástica Artística | 18º               | 22º    |                      |                  |                     |      |
| 2008 | Copa do Mundo – Cottbus                   |                   |        | Medalha de bronze    |                  |                     |      |
| 2008 | Campeonato Europeu                        | 10º               |        | 4º                   |                  |                     |      |
| 2008 | Jogos Olímpicos                           | 18º               |        | 5º                   |                  |                     |      |
| 2008 | Copa do Mundo – Szombathely               |                   |        | Medalha de ouro      | Medalha de prata |                     |      |
| 2009 | Copa do Mundo – Cottbus                   |                   |        | Medalha de ouro      |                  |                     |      |
| 2009 | Campeonato Europeu                        | Medalha de bronze |        | Medalha de ouro      |                  |                     |      |
| 2009 | Campeonato Mundial de Ginástica Artística | 8º                |        | Medalha de prata     |                  |                     |      |
| 2009 | Copa do Mundo – Stuttgart                 |                   |        | Medalha de prata     |                  |                     |      |
| 2010 | Campeonato Europeu                        |                   | 6º     | 5º                   |                  |                     |      |
| 2010 | Campeonato Mundial de Ginástica Artística | 8º                |        | 4º                   |                  |                     |      |
| 2011 | Campeonato Europeu                        | 8º                |        | Medalha de bronze    | 5º               |                     |      |